# Shipyard Point (Nowa Szkocja)
Shipyard Point – przylądek (point) w kanadyjskiej prowincji Nowa Szkocja, w hrabstwie Pictou (45°36′56″N, 62°38′46″W), wysunięty w rzekę East River of Pictou, na jej wschodnim brzegu; nazwa urzędowo zatwierdzona 22 marca 1926.